# Kasım Gülek

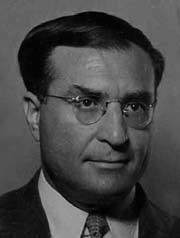
Kasım Gülek

Kasım Gülek (* 1905 in Adana; † 19. Januar 1996 in Washington, D.C.) war ein türkischer Politiker der Cumhuriyet Halk Partisi (CHP). Er war Abgeordneter der Nationalversammlung, Senator, Minister für öffentliche Arbeiten, Verkehrsminister und stellvertretender Ministerpräsident.

## Leben
Gülek wurde 1905 als Sohn von Mustafa Rifat Bey und dessen Ehefrau Tayyibe Hanım in Adana geboren. Der Vater war aktives Mitglied des jungtürkischen Komitees für Einheit und Fortschritt. Gülek  besuchte dort die Volksschule. In Istanbul besuchte er das Galatasaray-Gymnasium und das Robert College. Nach der Hochschulreife studierte er an der École libre des sciences politiques in Paris Wirtschaftswissenschaften und absolvierte Anfang der 1930er-Jahre ein Postgraduiertenstudium an der Columbia University, wo er auch in Wirtschaftswissenschaften promovierte. Dann arbeitete er mit einem Rockefeller-Stipendium an der London University und der Cambridge University. Anschließend arbeitete er als wissenschaftlicher Mitarbeiter an Universitäten in Hamburg und Berlin. Nachdem Mustafa Kemal Atatürk einen Brief des Dekans der Columbia University bekommen hatte, in dem der Dekan Gülek lobte, bot ihm Atatürk an, als Abgeordneter im Parlament zu sitzen.
Gülek wurde 1940 Abgeordneter der Großen Nationalversammlung der Türkei für die Provinz Bilecik. 1946 wurde er Abgeordneter für Adana und Vorsitzender des Handelsausschusses der Nationalversammlung. 1947 wurde er Minister für öffentliche Arbeiten und wechselte im folgenden Jahr in das Verkehrsressort.
Gülek wurde eines der führenden Mitglieder von Atatürks Cumhuriyet Halk Partisi (CHP). Im Jahr 1947 gehörte er zu einer Gruppe von 35 Abgeordneten, die sich bei einem Parteitreffen für umfassende Reformen und mehr Freiheiten starkmachten. Die „Rebellion der 35“ war allerdings nicht von Erfolg gekrönt und Gülek und drei weitere Mitstreiter durften keine Ministerämter mehr bekleiden. Am eindrücklichsten in Erinnerung blieb Gülek als Generalsekretär der CHP in den Jahren von 1950 bis 1959. Trotz der Rebellion wurde Gülek 1950 zum Generalsekretär gewählt und blieb dies bis 1959. Bei der Parlamentswahl in der Türkei 1950 verlor die CHP ihre absolute Mehrheit und sackte um 46,1 % auf nur noch 39,1 % ab. Gülek reiste in den folgenden Monaten unermüdlich durch viele Städte und über Land, um für die CHP zu werben. Das trug ihm den Spitznamen „Politiker mit den Ledersandalen“ ein.
1961 war er nach dem Militärputsch in der Türkei 1960 Mitglied der verfassungsgebenden Versammlung. Ab 1961 saß er dann erneut für Adana im Parlament, verließ in dieser Zeit aber die CHP und war unabhängiger Abgeordneter. Bei den Wahlen im Jahr 1969 trat er nicht mehr an. In der Folgezeit wurde er vom Staatspräsidenten in den Senat berufen und blieb bis 1973 im Amt. In der 57. Regierung der Türkei unter Bülent Ecevit bekleidete er das Amt des stellvertretenden Ministerpräsidenten.
Auf internationaler Ebene war Gülek Vorsitzender der UN-Kommission für Korea und Mitglied des Atlantic Institute, Vizepräsident der Parlamentarischen Versammlung der NATO und des Europarates.